# Judith D. Sally

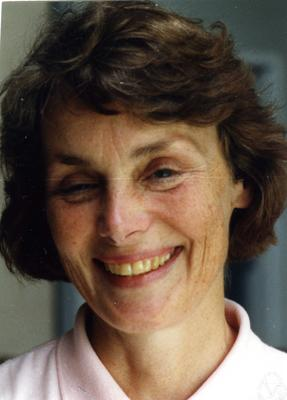
Judith D. Sally, 1981

Judith Donovan Sally (geb. Donovan; * 23. März 1937 in Manhattan, New York City; † 28. Januar 2024 in Chicago) war eine US-amerikanische Mathematikerin, die sich mit kommutativer Algebra (Ringtheorie) beschäftigte.

## Leben
Sally studierte Mathematik am Barnard College (Bachelor 1958) und an der Brandeis University (Masterabschluss 1960). Danach gründete sie eine Familie und setzte ihr Studium erst 1968 an der University of Chicago fort, wo sie 1971 bei Irving Kaplansky promoviert wurde (Regular overrings of regular local rings, Transactions AMS Band 171, 1972). Als Post-Doktorand war sie an der Rutgers University. Ab 1972 lehrte sie an der Northwestern University, wo sie zuletzt Professor Emeritus war.
Sie war mit dem Mathematiker Paul Sally verheiratet (Professor an der University of Chicago) und hatte drei Söhne.

## Wirken
Sie befasste sich vor allem mit lokalen Noetherschen Ringen und gradierten Ringen und in der Berechnung von deren Hilbertfunktionen, die Anwendungen in der Untersuchung der Auflösung von Singularitäten algebraischer Varietäten hat. Sie befasste sich auch mit anderen algebraischen Konzepten aus dem Umfeld der Auflösung von Singularitäten.

## Auszeichnungen
Im Jahr 1995 hielt sie die Noether Lecture. 1977 war sie Sloan Research Fellow und 1981/82 Bunting Fellow am Radcliffe College.

## Schriften
- mit Paul Sally: Roots to Research- a vertical development of mathematical problems, American Mathematical Society 2007 (behandelt werden als Ausgangspunkt mathematischer Exkursionen das Problem der vier Zahlen bzw. das Spiel der vier Zahlen, Geometrie von Gitterpunkten, Zerschneidungen, Dreiecke mit rationalen Seiten, rationale Approximationen)